# Sky Cinema
Sky Cinema (anteriormente Sky Movies) é um grupo de canais britânicos de televisão por assinatura de filmes de propriedade da Sky, parte da Comcast. É transmitido via satélite da Sky e via cabo da Virgin Media.
O primeiro canal Sky Movies iniciou como um dos quatro canais de satélite da Sky em 5 fevereiro de 1989. O primeiro filme exibido foi Dirty Dancing. O canal passou a ser pago em 5 de fevereiro de 1990. Ao longo do tempo, novas variantes dos canais foram criadas. Em 2007, eles foram agrupados por gênero. Sky Movies mudou o seu nome para Sky Cinema em 2016.

## Canais atuais
| Canais                                                                   | Re-brands de canal temporário |
| ------------------------------------------------------------------------ | --- |
| Sky Cinema Premiere                                                      | - |
| Sky Cinema Select                                                        | - Sky Cinema Adventure - Sky Cinema Blockbusters - Sky Cinema Classics - Sky Cinema Cops & Robbers - Sky Cinema DC Heroes - Sky Cinema Feel Good - Sky Cinema Harry Potter - Sky Cinema Lord of the Rings - Sky Cinema Musicals - Sky Cinema Spooky - Sky Cinema Star Wars - Sky Cinema Superheroes - Sky Cinema Tom Hanks - Sky Cinema Transformers - Sky Cinema Twilight - Sky Cinema Westerns - Sky Cinema Will Smith |
| Sky Cinema Hits                                                          | - Sky Cinema DC Heroes - Sky Cinema Fast & Furious - Sky Cinema Matt Damon - Sky Cinema Megahits - Sky Cinema Pirates of the Caribbean - Sky Cinema Pixar - Sky Cinema Spooky |
| Sky Cinema Greats                                                        | - Sky Cinema Back to the Future - Sky Cinema Brits - Sky Cinema Denzel Washington - Sky Cinema Harry Potter - Sky Cinema Lord of the Rings - Sky Cinema Jurassic - Sky Cinema M:I (Mission Impossible) - Sky Cinema Musicals - Sky Cinema Oscars - Sky Cinema Pets - Sky Cinema Pirates of the Caribbean - Sky Cinema School's Out - Sky Cinema Spies - Sky Cinema Star Trek - Sky Cinema Star Wars - Sky Cinema Superheroes - Sky Cinema Tom Cruise - Sky Cinema Tom Hanks - Sky Cinema Villains - Sky Cinema Wizarding World |
| Sky Cinema Animation                                                     | - |
| Sky Cinema Family                                                        | - Sky Cinema Animation - Sky Cinema Fairy Tales - Sky Cinema Harry Potter - Sky Cinema Kids Books |
| Sky Cinema Action                                                        | - Sky Cinema Action Men - Sky Cinema Heroes - Sky Cinema Wonder Women |
| Sky Cinema Comedy                                                        | - Sky Cinema Adam Sandler - Sky Cinema April Fools |
| Sky Cinema Thriller                                                      | - Sky Cinema Bourne - Sky Cinema Heists - Sky Cinema Spies |
| Sky Cinema Drama                                                         | - Sky Cinema Christmas - Sky Cinema Julia Roberts - Sky Cinema True Stories - Sky Cinema Valentine - Sky Cinema Weddings - Sky Cinema Women in Film |
| Sky Cinema Sci-Fi & Horror                                               | - Sky Cinema Aliens - Sky Cinema Halloween - Sky Cinema Monsters - Sky Cinema Sky-Fi - Sky Cinema Star Wars |
| A Sky costuma mudar o nome de alguns canais em diferentes épocas do ano. | |